# Lygus ceanothi
Lygus ceanothi är en insektsart som beskrevs av Knight 1941. Lygus ceanothi ingår i släktet Lygus och familjen ängsskinnbaggar. Inga underarter finns listade i Catalogue of Life.